# Übergangstarif
Ein Übergangstarif ist eine besondere Tarifart bei Verbundtarifen des öffentlichen Personennahverkehrs. Angeboten werden diese für Fahrten in Nachbarverbünde, meistens jedoch nur in bestimmten Teilbereichen der betroffenen Verbundgebiete. Ziel ist es, eine Doppeltarifierung zu vermeiden und damit einen Preisvorteil gegenüber einer Einzeltarifierung für die einbezogenen Verbundgebiete anzubieten. Übergangstarife betreffen im Allgemeinen zwei Verbundtarifgebiete, entsprechende Regelungen für drei oder mehr unterschiedliche Gebiete sind eine absolute Ausnahme. Sie dienen insbesondere dazu, eine Aneinanderreihung von Fahrkarten der beteiligten Verbünde zu vermeiden; eine derartige Aneinanderreihung ist in vielen Tarifbestimmungen bzw. Beförderungsbedingungen ausgeschlossen.
Eine Sonderform von Übergangstarifen ist der sogenannte Tarifkragen. In bestimmten Übergangsbereichen oder auf bestimmten Strecken außerhalb eines Verbundgebietes kann für grenzüberschreitende Fahrten der betreffende Verbundtarif Anwendung finden, während für Fahrten innerhalb dieses „Kragenbereiches“ ein fremder Tarif gilt. Ein Beispiel sogar über Staatsgrenzen hinweg ist die Bahnstrecke Münster–Enschede: der Westfalentarif ist bis zum Bahnhof Enschede gültig, innerhalb dieser Stadt einschließlich der Haltepunkte auf niederländischem Gebiet gelten jedoch ausschließlich niederländische Tarife.
Allgemein übernimmt ein Übergangstarif die Struktur und Preisgestaltung von einem der betroffenen Tarifverbünde. Es gelten jedoch in den genutzten Verbundgebieten jeweils die Beförderungs- und Tarifregelungen des für den Bereich zuständigen Verbundes (bzw. Unternehmens). Daraus können Unterschiede zwischen Verbund- und Übergangstarif entstehen – beispielsweise bei Mitnahmemöglichkeiten mit Zeitkarten oder der Fahrradmitnahme – die entsprechende eigentlich leicht verständliche Angebote dennoch unübersichtlich machen. Häufig gelten Verbundnetzkarten nicht in Übergangsbereichen, außerdem kann das Fahrkartensortiment eingeschränkt sein. In einigen Regionen versucht man daher Übergangstarife beispielsweise durch landesweite Nahverkehrstarife (NRW-Tarif, Schleswig-Holstein-Tarif) zu ersetzen. Der NRW-Tarif ist allerdings kein Verbundtarif, sondern beinhaltet lediglich einen Tarifzuschlag für alle Fahrgäste, um damit die Anschlussfahrten in Stadtbereichen zu finanzieren. Neben diesem Landestarif bestehen in NRW zahlreiche Übergangstarife der einzelnen Tarifverbünde.
Übergangstarife können auch durch Anschlussfahrkarten ersetzt werden. Diese Möglichkeit besteht in NRW zwischen Verbundtarifen und NRW-Tarif (Berechnung ab dem letzten Haltepunkt im Geltungsbereich einer Zeitkarte). Im Übergang zwischen dem Deutschlandtarif und Tarifverbünden gibt es keine Übergangstarife. Teilweise ist es hier möglich, an Automaten im Zug Tickets für Anschlussstrecken angrenzender Tarifgebiete zu kaufen. Der Normalfall ist jedoch ein durchgehendes Ticket zum Deutschlandtarif, eine Aneinanderreihung unterschiedlicher (Verbund-)Fahrkarten wird ausgeschlossen. Dem Fahrgast bleibt damit alternativ nur die Möglichkeit, an der Verbundgrenze auszusteigen, ein neues Ticket zu erwerben und mit dem nächsten Zug die Fahrt fortzusetzen. Möglich ist das allerdings nur, wenn Haltestellen zu mehreren Verbundgebieten gehören oder wenn sich Tarifgebiete überschneiden. Übergangstarife haben besonders Bedeutung für Vielfahrer mit Zeitkarten für eine ständige durchgehende Beförderung zum Verbundtarif über Grenzen hinweg oder für gelegentliche Anschlussfahrten über Geltungsbereiche hinaus.
Solche Übergangstarife existieren vielerorts, zum Beispiel zwischen RMV und RNN im Bereich zwischen Frankfurt und Idar-Oberstein. Länderübergreifend ist auch der Übergangstarif VOS-Plus zum Tarifverbund „Der Sechser“ (OWL Verkehr GmbH), der ausschließlich für die durchgehende Tarifierung der Bahnstrecke Osnabrück–Bielefeld geschaffen wurde.
Die Problematik bei Fahrten über Tarifgrenzen hinweg besteht auch außerhalb von Verbünden, beispielsweise bei den Ländertickets, wenn Länder aneinandergrenzen, aber keine Haltepunkte mit gemeinsamer Gültigkeit zweier Länderangebote bestehen. Um eine zuzahlungsfreie Kombination dieser Tickets zu ermöglichen, enthalten die Beförderungsbedingungen der DB den Satz. „Für Fahrten mit einem angrenzenden Länder-Ticket (...) entfällt das Lösen von Fahrkarten bis zum ersten bzw. ab dem letzten fahrplanmäßigen Haltebahnhof im Geltungsbereich.“ (die Tickets sind nicht bis zu den Landesgrenzen gültig).